# Куп победника купова у фудбалу 1981/82.
Куп победника купова 1981/1982. је било двадесетдруго издање клупског фудбалског такмичења које је организовала УЕФА.
Такмичење је трајало од 19. августа 1981. дo 12. маја 1982. године. Барселона је у финалу била успешнија од Стандарда из Лијежа и освојила други трофеј Купа победника купова. Финална утакмица одиграна је на стадиону Камп ноу у Барселони. Најбољи стрелци такмичења били су Еди Вурдекерс и Рамаз Шенгелија са по 6 постигнутих голова.

## Резултати

### Прелиминарна рунда
| Меч | Клуб                 | Држава   | укупан рез. | Држава          | Клуб               | 1. утак. | 2. утак. |
| --- | -------------------- | -------- | ----------- | --------------- | ------------------ | -------- | -------- |
| 1   | Политехника Темишвар | Румунија | 2:5         | Источна Немачка | Локомотива Лајпциг | 2:0      | 0:5      |

### Први круг
| Меч | Клуб                  | Држава          | укупан рез.     | Држава          | Клуб               | 1. утак. | 2. утак. |
| --- | --------------------- | --------------- | --------------- | --------------- | ------------------ | -------- | -------- |
| 1   | Фрам                  | Исланд          | 2:5             | Ирска           | Дандалк            | 2:1      | 0:4      |
| 2   | Ајакс                 | Холандија       | 1:6             | Енглеска        | Тотенхем хотспер   | 1:3      | 0:3      |
| 3   | СКА Ростов на Дону    | СССР            | 5:0             | Турска          | Анкарагучу         | 3:0      | 2:0      |
| 4   | Ајнтрахт Франкфурт    | Западна Немачка | 2:2 5:4 ( пен.) | Грчка           | ПАОК               | 2:0      | 0:2      |
| 5   | Свонзи Сити           | Велс            | 1:3             | Источна Немачка | Локомотива Лајпциг | 0:1      | 1:2      |
| 6   | Женеш Еш              | Луксембург      | 2:7             | СФРЈ            | Вележ Мостар       | 1:1      | 1:6      |
| 7   | Дукла Праг            | Чехословачка    | 4:2             | Шкотска         | Рејнџерс           | 3:0      | 1:2      |
| 8   | Барселона             | Шпанија         | 4:2             | Бугарска        | Ботев Пловдив      | 4:1      | 0:1      |
| 9   | Волеренга             | Норвешка        | 3:6             | Пољска          | Легија Варшава     | 2:2      | 1:4      |
| 10  | Лозана                | Швајцарска      | 4:4(п.г.г.)     | Шведска         | Калмар             | 2:1      | 2:3      |
| 11  | КТП Котка             | Финска          | 0:5             | Француска       | Бастија            | 0:0      | 0:5      |
| 12  | Динамо Тбилиси        | СССР            | 4:2             | Аустрија        | ГАК                | 2:0      | 2:2      |
| 13  | Еносис Неон Паралмини | Кипар           | 1:8             | Мађарска        | Вашаш              | 1:0      | 0:8      |
| 14  | Флоријана             | Малта           | 1:12            | Белгија         | Стандард Лијеж     | 1:3      | 0:9      |
| 15  | Вејле                 | Данска          | 2:4             | Португалија     | Порто              | 2:1      | 0:3      |
| 16  | Балимина јунајтед     | Северна Ирска   | 0:6             | Италија         | Рома               | 0:2      | 0:4      |

### Други круг
| Меч | Клуб               | Држава          | укупан рез.     | Држава          | Клуб               | 1. утак. | 2. утак. |
| --- | ------------------ | --------------- | --------------- | --------------- | ------------------ | -------- | -------- |
| 1   | Дандалк            | Ирска           | 1:2             | Енглеска        | Тотенхем хотспер   | 1:1      | 0:1      |
| 2   | СКА Ростов на Дону | Совјетски Савез | 1:2             | Западна Немачка | Ајнтрахт Франкфурт | 1:0      | 0:2      |
| 3   | Локомотива Лајпциг | Источна Немачка | 2:2 3:0 ( пен.) | СФРЈ            | Вележ Мостар       | 1:1      | 1:1      |
| 4   | Дукла Праг         | Чехословачка    | 1:4             | Шпанија         | Барселона          | 1:0      | 0:4      |
| 5   | Легија Варшава     | Пољска          | 3:2             | Швајцарска      | Лозана             | 2:1      | 1:1      |
| 6   | Бастија            | Француска       | 2:4             | СССР            | Динамо Тбилиси     | 1:1      | 1:3      |
| 7   | Вашаш              | Мађарска        | 0:4             | Белгија         | Стандард Лијеж     | 0:2      | 1:2      |
| 8   | Порто              | Португалија     | 2:0             | Италија         | Рома               | 2:0      | 0:0      |

### Четвртфинале
| Меч | Клуб               | Држава          | укупан рез. | Држава          | Клуб               | 1. утак. | 2. утак. |
| --- | ------------------ | --------------- | ----------- | --------------- | ------------------ | -------- | -------- |
| 1   | Тотенхем хотспер   | Енглеска        | 3:2         | Западна Немачка | Ајнтрахт Франкфурт | 2:0      | 1:2      |
| 2   | Локомотива Лајпциг | Источна Немачка | 2:4         | Шпанија         | Барселона          | 0:3      | 2:1      |
| 3   | Легија Варшава     | Пољска          | 0:2         | СССР            | Динамо Тбилиси     | 0:1      | 0:1      |
| 4   | Стандард Лијеж     | Белгија         | 4:2         | Португалија     | Порто              | 2:0      | 2:2      |

### Полуфинале
| Меч | Клуб             | Држава          | укупан рез. | Држава  | Клуб           | 1. утак. | 2. утак. |
| --- | ---------------- | --------------- | ----------- | ------- | -------------- | -------- | -------- |
| 1   | Динамо Тбилиси   | Совјетски Савез | 0:2         | Белгија | Стандард Лијеж | 0:1      | 0:1      |
| 2   | Тотенхем хотспер | Енглеска        | 1:2         | Шпанија | Барселона      | 1:1      | 0:1      |

### Финале
| Меч | Клуб      | Држава  | укупан рез. | Држава  | Клуб           |
| --- | --------- | ------- | ----------- | ------- | -------------- |
| 1   | Барселона | Шпанија | 2:1         | Белгија | Стандард Лијеж |

| Освајач Купа победника купова у фудбалу 1981/82. |
| ------------------------------------------------ |
| Барселона 2. Титула                              |